# Stigmella cerea
Stigmella cerea là một loài bướm đêm thuộc họ Nepticulidae. Loài này có ở Ohio và Pennsylvania.
Sải cánh dài 3.5-3.6 mm.